# Euryptila subcinnamomea
Euryptila subcinnamomea là một loài chim trong họ Cisticolidae.